# KS Kastrioti Krujë
Maillots
Le KS Kastrioti Krujë est un club de football albanais basé à Krujë.

## Historique
- 1945 - fondation du club sous le nom de Kastrioti Krujë
- 1949 - le club est abandonnée.
- 1949 - le club renaît sous le nom de Krujë
- 1951 - le club est renommée Puna Krujë
- 1958 - le club est renommée KS Kastrioti Krujë

## Bilan sportif

### Palmarès
- Championnat d'Albanie de football D2
  - Champion : 1995

### Bilan par saison
| Année | Place | Ligue                             |
| ----- | ----- | --------------------------------- |
| 1980  | 3e    | Division 2 (Groupe B)             |
| 1981  |       |                                   |
| 1982  |       |                                   |
| 1983  |       |                                   |
| 1984  |       |                                   |
| 1985  |       |                                   |
| 1986  |       |                                   |
| 1987  |       |                                   |
| 1988  | 6e    | Division 2 (Groupe B)             |
| 1989  | 6e    | Division 2                        |
| 1990  | 3e    | Division 2                        |
| 1991  | 12e   | Championnat d'Albanie de football |
| 1992  | 14e   | Championnat d'Albanie de football |
| 1993  | 14e   | Championnat d'Albanie de football |
| 1994  | 3e    | Division 2 (Groupe B)             |
| 1995  | 1er   | Division 2                        |
| 1996  | 17e   | Championnat d'Albanie de football |
| 1997  |       |                                   |
| 1998  |       |                                   |
| 1999  |       |                                   |
| 2000  | 3e    | Division 2 (Groupe A)             |
| 2001  | 2e    | Division 2                        |
| 2002  |       |                                   |
| 2003  |       |                                   |
| 2004  | 1er   | Division 3                        |
| 2005  | 6e    | Division 2                        |
| 2006  | 3e    | Division 2                        |

## Anciens joueurs
- Alpin Gallo